# Waardenburg-szindróma
A Waardenburg–szindróma (WS) ritka genetikai betegség, amely jellegzetesen látási és hallási diszfunkcióban nyilvánul meg, emellett egyedülállóan a foltokban jelentkező depigmentáció jellemzi, melyet a melanociták fizikai hiánya okoz, többnyire a bőrben, hajban, szemben. 1947-ben figyelték meg az első, valószínűleg Waardenburg-szindrómás beteget, de pontosan csak 1951-ben írták le és különítették el (Petrus J. Waardenburg, American Journal of Human Genetics). 
Négy alaptípusát különíthetjük el: a Waardenburg I-es szindróma, genetikailag a PAX3 gén funkcióvesztéses mutációja okán alakul ki, és jórészt a canthus oculi degeneratív elváltozásával jár. A Waardenburg III-as típus – amelyet Klein–Waardenburg szindrómának is szokás nevezni valójában az I-es típus súlyosabb fokú megnyilvánulása – itt feltehetőleg nem minden páciens homozigóta az adott allélre nézve. A Waardenburg IV–es variáns (Shah-Waardenburg szindróma) a Hirschsprung betegséggel együtt jelentkezik, fizikai tüneteit vagy az endothelin–3 gén vagy annak receptorának mutációja okozhatja. Megjegyzendő, hogy mindezek a változatok egy családon belül is előfordulhatnak.

## A WS I és WS II klinikai tünetei
Amíg a WS I speciálisabb fenotípusos megnyilvánulásai vannak, addig a WS II klinikai tünetei jórészt önkényesek is lehetnek, ez alatt azt lehet érteni, hogy számos olyan hallási vagy pigmentációzavaros tünetet lefedhet, amelyet máshová nem lehet besorolni. A WS II mindenekelőtt a melanocyta defektusok igen széles és kombinált jellegzetességeit mutatja. A dystopia canthorumon kívül mindkét WS-típus jellegzetes és megkülönböztethető jegyeket mutat interfamiliáris és intrafamiliáris vonatkozásban egyaránt. Számos tanulmányból kiderül (Liu és mások), hogyan érnek egymásba ezek a megfigyelt jellegzetességek egymástól eltérő populációban tanulmányozott betegeknél. Észrevehető, hogy hasonló pigmentációs zavarok mindkét típus (I, II) esetén is megjelennek, de eltérő intenzitással. A halláskárosodásnak vagy elvesztésének legmagasabb előfordulási gyakoriságát a Waardenburg II-es típusnál írták le, amely alkalmasint a dystopia canthorum tüneteivel együtt jelentkeznek.
Elterjedtség és előfordulási gyakoriság
Waardenburg számításai szerint a kór előfordulási gyakorisága egy adott méretű populációban 1/42 000 és 1,43% a veleszületett siketeknek. Fraser 14 és 18 év közötti fiatal korúakat vizsgált és azt találta, hogy siket gyerekek között az előfordulási arány 2,12 – 3,01 / 100 000, illetve egy teljes populációra nézve 1,44 és 2,05 / 100 000 közötti. Ezenkívül számos családban – amelyeknél egy vizsgált személyt halláskárosodással diagnosztizáltak – feltehetően valamelyik tünetet mint a WS II okaként azonosítottak. Ugyanakkor molekuláris diagnosztikai feltárások nélkül mindez csak egy relatíve könnyen beazonosítható jelleg marad.
Dystopia canthorum
Ezen elváltozás kétségkívül a legbiztosabb jele a WS I kórmegállapításának, mivel megközelítőleg 99%-a WS I szindrómásoknak mutatja ezt a tünetet. Ezenfelül szinte mindegyik beteg esetén megállapítható a blepharophimosis jelenléte, mely egyebek mellett a mediális ínhártya redukcióját is okozza. A ductus nasolacrimalis inferiores oldalra tolódik, a cornea szemben. Nem csak a belső canthus, de a pupilla közti távolságok is nagyobbak a normálisnál, amely a hypertelorizmus fokát növeli. Érdekesség, hogy több esetben előfordult már  WS II betegeket WS I-nek diagnosztizáltak, enyhe hypertelorizmus konkrét esete miatt, ezért sokkal alkalmasabb ha a biometrikus indexek alapján teljes elemzést készítenek. Ilyen vizsgálatok alapján hozták létre a könnyebb azonosítás érdekében az ún. W-indexet.
Arckarakterisztika

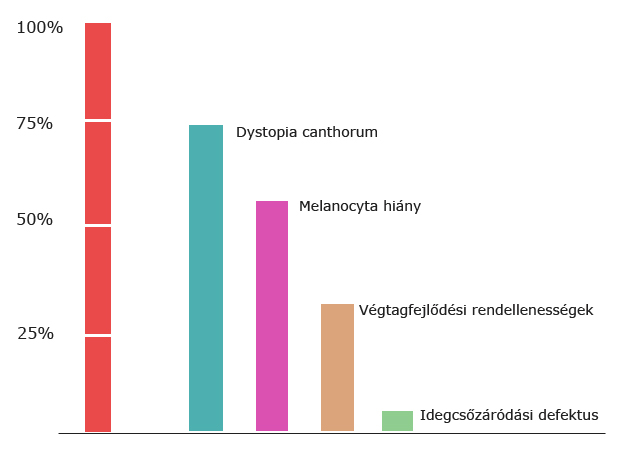
A PAX3 gén effektív szintjei különböző tünetek esetén (Forrás: mhmedical.com/Waardenburg-syndrome)

Az I-es típusú Waardenburg-szindróma jellegzetes arcon is jól látható vonásai, amely a dystopia canthorummal együtt jelenik meg, az az orrgyök jellegzetes elváltozása, az orrszárnyak (alae nasi) hypopláziája, a frontális varrat rendellenes volta, illetve az előreugró állak. A szem heterochromiája lehet teljes vagy részleges. Amennyiben teljes heterochromáról van szó, mindkét írisz különböző színű. Hogy ha részleges, akkor a heterochromia egy íriszen belül is megjelenik, gyakran élesen elválasztva egymástól. A tanulmányok nagy részében azt találták, hogy WS I szindróma esetében a részleges heterochromia aránya a vizsgált populációban 4,2%, míg a II-es típusnál ez 27,5%.
A WS szindrómás beteges esetén talán az egyik legszembeötlőbb sajátosság a hajzaton megjelenő eltérő hajtincs, amely nemcsak fehér lehet, hanem vörös vagy fekete is. A helyzete az esetek nagy százalékában mediális, de lehet egyéb helyen. Gyakran már születés után tapasztalható, gyermekkorban, máskor később jelenik meg, eltűnik, majd újra előbukkan. A teljes depigmentáció kifejezetten fiatal korban látható, ekkor a haj minősége is igen gyenge. A felnőttkor előtt kialakuló szürke átmenet valószínűsíthetően a depigmentáció első jele, amely 30 éves kor előtt be is következhet.

## Hallásvesztés
A hallásvesztés Waardenburg-szindrómások esetén túlnyomórészt veleszületett fenotípusos jelleg, amely mind szenzorikus funkciókiesésből, mind idegi degeneráció révén is létrejöhet. A panaszok súlyossága túlnyomórészt az egész élet folyamán relatíve állandó marad. Az ilyen szenszoneurális hallásvesztések kórlefolyása az egyes vizsgált családok között is nagyban változott. A hallásromlás jellege általában mindkét fület egyaránt érinti és azonos mértékben, de előfordul egyoldali hallásvesztés, illetve a szenzoneurális hallásvesztés frekvencia-függő variációja. Radiológiai feltárások a canalis semicircularis laterale dysplasiáját mutatták, normális anatómiai sajátosságú cochleával. Fisch által végzett szövettani analízis ugyanazt a konklúziót vonta le az I-es típusnál megfigyelhető strukturális degenerációkkal kapcsolatban, vagyis cochleo-saccularis elváltozást. Érdekes tény, hogy egy WS IV-es típusú szindrómában exitált hároméves gyermek boncolási jegyzőkönyve egyértelműen kimutatta a már gyermekkorban létrejövő említett elfajulást, illetve a pigmentáció hiányát. A boncolás szerint már komplett előrehaladott depigmentációt, kétoldali hallásvesztést mutatott, viszont dystopia canthorumot nem.

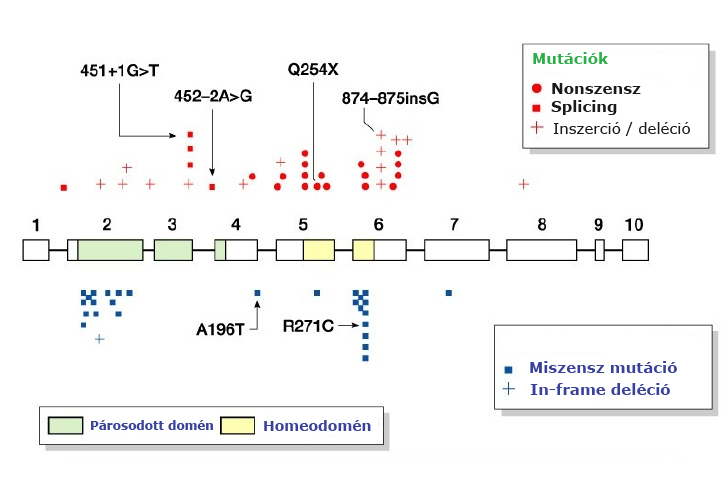
A Pax-3 gén funkcióvesztéses mutációi depigmentációs tüneteknél (Forrás: J.C.García: Audoitory Disability with normal Hearing, 2003)

## A PAX3 gén és a Waardenburg I szindróma
A PAX3 expressziójára vonatkozó irodalom és az azzal kapcsolatos ismeretek jórészt az egerek Pax3 génjeinek vizsgálatai alapján áll rendelkezésre. Megemlíthető továbbá, hogy humán embriók előzetes, ilyen irányú vizsgálatai alapján hasonló jelleget öltenek. Peter Gruss és munkatársai az adott témában széleskörű elemzést folytattak, melynek összegzéseként azt lehet mondani, hogy a PAX3 gén egyetlen transzkriptuma sem volt detektálható ivarérett egerek szöveteiben, ugyanakkor egyértelműen kimutatható volt a jelenléte az embrionális fejlődés 8 – 17 napja közötti időszakban, szignifikánsan pedig a 9–12 időperiódusban, a neuruláció során. A fehérjék nagy része a neuroepitheliumban, a velőredők környékén, a velőcsőhöz közeli részeken koncentrálódott és annak hosszanti irányában a rhombenchephlontól a sulcus limitansig. A velőredő szöveteiben a ggl. spinale és a craniofacialis sejteket érintették. Az idegszöveti elemeken kívül a prenatális időszakban a mesoderma szövetei a 8 és 11 nap közötti periódusban Pax-3 fehérjéket is tartalmaztak. Itt a Pax-3 valószínűsíthető funkciója a már preszegmentált mesoderma elkülönített szomitákra történő tagolódásának irányítása, valamint a sclerotom és dermatom létrejötte. Amint a szomiták elkülönültek, a Pax-3 expressziója abbamarad. Emellett figyelemreméltó tény, hogy a gén működésének és megnyilvánulási formájának nem mindegyik eleme látható meg a neuruláció folyamatában - embrióknál.

## Terápia és kilátások
Jelenleg nem áll rendelkezésre hatásos terápia a Waardenburg-szindrómás betegek kezeléséhez, mindössze a tünetek kezeléséről lehet szó. Ilyen módon a halláskárosodás és hallásvesztés kezelésében nagyon sokat segít, amennyiben a diagnózist már a korai szakaszában megállapítják. Ez a bőrelváltozások tekintetében már nem mindig érvényes, ugyanis ezek sokkal kevésbé nyilvánulnak meg, mint egy adott betegségcsoport tünetei. A hallási funkció szintentartásához szinte minden esetben szükséges lehet a hallókészülék használata vagy esetleg a cochleáris implantátum beültetése. Ebben a beültetett implantátum közvetlenül a hallóideg számára küld jeleket, amely egy komplett funkciókiesés esetében helyettesíteni képes a károsodott szerveket. Az eredmények és vélemények utánanézése minden esetben fontos, maguktól a használóktól is.
A legjobb, ha a család alkalmazkodik az érintett állapotához és a megfelelő és egészséges kommunikáció és kapcsolattartás céljából elsajátítják a jelnyelvet.